# Opodo
Opodo Ltd. ist ein Unternehmen, das 2001 von den neun europäischen Fluggesellschaften Aer Lingus, Air France, Alitalia, Austrian Airlines, British Airways, Finnair, Iberia, KLM und Lufthansa gegründet wurde.

## Geschäftsmodell
Opodo vermittelt Flugreisen und betreibt dazu ein Buchungsportal. Der Beförderungsvertrag kommt nicht mit Opodo, sondern zwischen dem Kunden und der Fluggesellschaft zustande. Daher haftet Opodo bei ausgefallenen Flügen und Insolvenzen nicht und der Kunde muss seinen Anspruch gegenüber der Fluggesellschaft geltend machen, die oftmals ihren Sitz im Ausland hat.

## Geschichte
Von März 2003 bis Februar 2011 war das Reisevertriebssystem Amadeus an Opodo beteiligt und hielt ab Juni 2005 mit 75,4 Prozent die Kapitalmehrheit. Im Februar 2011 wechselte Opodo für 450 Millionen Euro den Besitzer, neuer Hauptanteilseigner ist die AXA Private Equity und Permira Funds. Opodo ist in vierzehn europäischen Ländern vertreten. Im Mai 2011 genehmigte die EU-Kommission die Übernahme von Opodo durch die AXA Private Equity und Permira, wodurch mit dem französischen Reiseanbieter Go Voyages und dem spanischen Reiseanbieter eDreams zusammen mit Opodo der größte Reiseanbieter in Europa namens eDreams ODIGEO mit einem geplanten Jahresumsatz von rund 2,5 Milliarden Euro entstehen sollte.

Im Geschäftsjahr 2005 erzielte Opodo auf dem deutschen Reisemarkt einen Umsatz von 202 Millionen Euro.
Zur eDreams ODIGEO-Gruppe gehört noch Travellink (ein nordisches Online-Reisebüro).
2012 veräußerte Opodo den Reiseveranstalter Tropo an die ProSiebenSat1-Tochter SevenVentures.

## Kritik
Im Jahr 2014 wurde Opodo.de kritisiert, da das Portal etwa 17 Euro als versteckte Kosten nehme und damit gegen EU-Recht verstößt, welches volle Kostentransparenz verlangt.
Im Jahr 2015 klagte der Verbraucherzentrale Bundesverband gegen Opodo, da diese auf ihrer Webseite für Flugtickets nur die Kreditkarte Visa Entropay als kostenlose Zahlungsmöglichkeit anbot. Die Wettbewerbszentrale sah in diesen Geschäftspraktiken einen Verstoß gegen § 312 a Abs. 4 Nr. 1 BGB. Diese Auffassung wird sowohl von der 27. Zivilkammer des Landgerichtes Hamburg als auch vom Landgericht Berlin bestätigt, da es sich bei Visa Entropay um keine gängige und zumutbare Zahlungsmöglichkeit handelt.
Opodo wird außerdem wegen weiterer fragwürdiger Regelungen kritisiert, welche in der Klageschrift nicht beachtet wurden. So gelten neben der begrenzten Anzahl an kostenlosen Zahlungsmitteln noch weitere Beschränkungen beim Kauf von Flugtickets unter dem Nettopreis. Eine Buchung solcher mit Rabatt versehenen Flüge ist nur einmal in drei Monaten pro Kunde und Kreditkarte möglich.
Ein Bericht der UNO vom Februar 2020 führt Opodo in einer Liste von Unternehmen an, die in israelischen Siedlungen in den besetzten palästinensischen Gebieten aktiv sind. Opodo betreibt nach Angaben der UNO in solchen Siedlungen, die nach dem Völkerrecht illegal sind, Dienstleistungen bzw. Versorgungseinrichtungen, die dem Bestand und der Erhaltung dieser illegalen Siedlungen dienen.